# Gottfried von und zu Eulenburg
Gottfried Freiherr von und zu Eulenburg (* 13. Dezember 1676; † 16. Dezember 1742 in Königsberg) war ein preußischer Staatsmann.

## Leben

### Familie
Gottfried war Angehöriger der preußischen Linie Gallingen der Herren zu Eylenburg. Seine Eltern waren der Oberst der Generalstaaten, preußischer Landrat und Hauptmann zu Rhein, Erbherr zu Prassen und Leunenburg Georg Friedrich von Eulenburg (1641–1699) und Eleonora Margarete, geborene von Goldstein (1646–1707). Er vermählte sich 1701 mit Katharina, geborene Gräfin von Wallenrodt (1681–1751), einer Tochter des preußischen Staatsmannes Christoph von Wallenrodt (1644–1711). Aus der Ehe sind zehn Kinder hervorgegangen.

### Werdegang
Eulenburg war seit 14. April 1704 Landrat in Preußen und Oberkastenherr. Am 4. April 1709 wurde ihm in Cölln an der Spree der Freiherrenstand für sein Gesamtgeschlecht bestätigt. Für die Jahre 1726 bis 1728 wird er als Obermarschall im Königreich Preußen genannt. Er avancierte 1728 zum Wirklichen Geheimen Etats- und Kriegsrat bzw. zum Etats- und Kriegsminister.
Er war Erbherr auf den preußischen Gütern Prassen, Leuneburg, Landkeimen, Bloskam und Romsdorf, seit 1709 auch auf Prantlacken sowie seit 1734 auch auf Gallingen und Tüngen.